# Monasterio de Samye

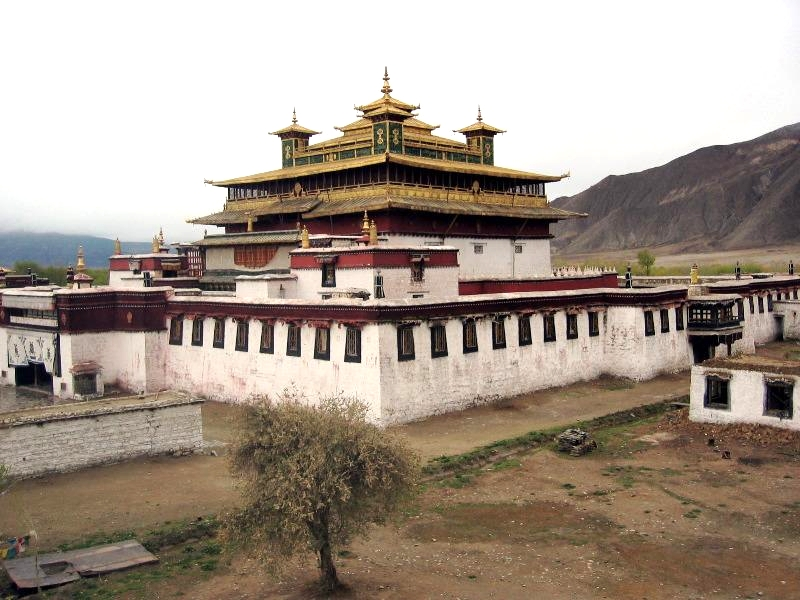
Monasterio de Samye.

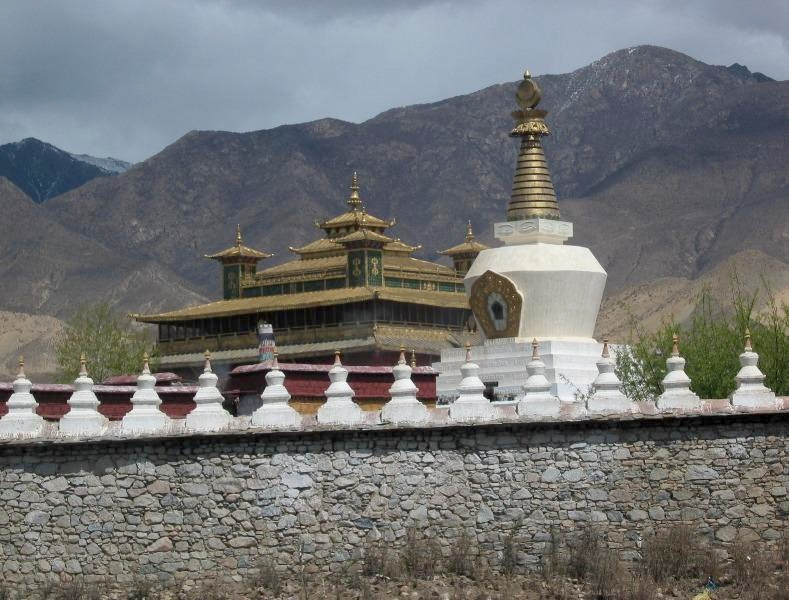
Vista de la empalizada que rodea el recinto.

El monasterio de Samye es el templo budista más antiguo del Tíbet. Fue construido a finales del siglo VIII y fundado por Padmasambhava. El templo posee una empalizada circular en la que se encuentran numerosos templos menores. Es un lugar de especial importancia para los peregrinos tibetanos. Está situado a unos 120 kilómetros al sudeste de la capital, Lhasa, dentro de una zona turística restringida controlada por Pekín.
En mayo de 2007, el Centro Tibetano por los Derechos del Hombre y la Democracia afirmó que la policía armada china había demolido una colosal estatua de Padmasambhava en el monasterio y que los bloques resultantes de la destrucción habían sido trasladados a un lugar desconocido. La estatua se había construido con los fondos donados por habitantes de la ciudad de Cantón en la provincia de Guangdong.

## Historia
Trisong Detsen, rey del Tíbet, implantó el budismo en su territorio. Bajo su reinado, en 779, Shantarakshita y Padmasambhava fundaron el monasterio de Samye, el primer monasterio budista del país.
El monje indio Shantarakshita, cuya enseñanza estaba basada en las sutras, escogió el lugar para construir un monasterio. Sin embargo, al llegar a una cierta altura, el edificio se derrumbó. Se hicieron nuevos intentos de construcción sin éxito. Fue entonces cuando llegó al Tíbet Padmasambhava, maestro indio del budismo tántrico quien levantó el monasterio en 779.
El rey Trisong Detsen organizó entonces un debate filosófico que enfrentó a los practicantes del budismo indio y chino. En 792, tras el debate conocido como el concilio de Lasa, el budismo de la India triunfó. Trisong Detsen declaró como religión de estado el budismo, en presencia de Padmasambhava y de su esposa mística, Yeshe Tsogyal, así como ante la presencia de numerosos traductores como Vairotsana.

## El monasterio
El monasterio tiene la forma de un mándala gigante, con el templo principal en el centro, representando el legendario monte Meru. El resto de edificios se elevan en las esquinas que corresponden a los puntos cardinales, representando a los continentes y a otros elementos del universo budista.
El templo principal está lleno de arte religioso tibetano, tanto en forma de murales como de estatuas. Contiene además importantes reliquias. En lugar de peregrinaje para numerosos tibetanos.